# Pholcus liaoning
Espèce
Pholcus liaoning est une espèce d'araignées aranéomorphes de la famille des Pholcidae.

## Distribution
Cette espèce est endémique du Liaoning en Chine,. Elle se rencontre vers Beipiao.

## Description
Le mâle holotype mesure 4,37 mm et la femelle paratype 4,68 mm.

## Systématique et taxinomie
Cette espèce a été décrite par Li et Yao en 2025.

## Étymologie
Son nom d'espèce lui a été donné en référence au lieu de sa découverte, le Liaoning.

## Publication originale
- Li, He, Li & Yao, 2025 : « Filling a zoogeographical gap in China: taxonomic descriptions of six new spider species of the Pholcus phungiformes speciesgroup (Araneae, Pholcidae). » ZooKeys, vol. 1232, p. 285-310 (texte intégral).